# Ragnar Thorén
Ragnar Vilhelm Adalgot Thorén, född 23 juli 1895 i Jönköping, död 2 januari 1992 på Lidingö, var en svensk militär, diplomat, fotograf och polarforskare.

## Biografi
År 1914 blev Thorén underlöjtnant i flottan, och hade under kadettiden besökt Sankt Petersburg då han träffade tsar Nikolaus II. Efter ryska revolutionens utbrott deltog Thorén i Ålandsexpeditionen. Han blev kapten 1926, och hade då inriktat sig på underrättelseverksamhet, som chef för Karlskrona radiostation och som uppfinnare av en långdistanskamera som användes av honom själv i detta syfte. Thorén studerade radio- och fotografiutrustning, bland annat vid Marconi College, Zeiss-Aerograph och KTH.
År 1938 blev han kommendörkapten av andra graden, och 1942 av första graden. Under 1940-talet blev han radiochef vid marinförsvaret, och hade särskilda uppdrag av Mannerheim. År 1942 blev Thorén militärattaché i Helsingfors, vilket han förblev till krigsslutet, 1945. Samtidigt var han ständigt aktiv som uppfinnare av nya kameratekniker, bland annat genom att han försåg kameran med periskop. Tillbaka i Sverige började han använda sina kunskaper till flygspaning.
Efter sin pensionering 1960 blev Thorén verksam inom FOA, där han bland annat utgav Arktisk bildatlas som har använts av universitet i hela världen. Han deltog som expert vid olika internationella konferenser om Arktis, till exempel arktiska havsiskonferensen i Washington, D.C. 1958, samt anlitades av ett flertal universitet i hela världen som föreläsare i ämnet.
Thorén författade en mängd böcker om fotografi, radiopejling, marinspaning, och isen på Arktis. Han var verksam som föreläsare och expert på FOI ända till 95 års ålder.
Ragnar Thorén var son till lasarettsläkaren Adolf Thorén och Anna, född Björck. Hans bror Torgil Thorén var den förste chefen för FRA. Thorén var från 1921 gift med friherrinnan Märta von Essen, dotter till ryttmästaren friherre Hans von Essen och Emy, född Dickson. Makarna Thorén är begravda på Brandstorps gamla kyrkogård.